# Sammy Hughes
Samuel „Sammy“ Hughes (1925/1926[zdroj?] – 28. dubna 2011) byl severoirský fotbalový útočník, hráč Glentoran FC, Larne FC a Carrick Rangers Football Club. Vyhrál 2× NIFL Premiership, Irish Cup, Gold Cup a 2× Ulster Cup.
S Carrick Rangers vyhrál NIFL Championship (2. liga).
3krát byl nejlepším střelcem ligy.